# Gdynia Redłowo
Gdynia Redłowo – przystanek Szybkiej Kolei Miejskiej leżący w dzielnicy Redłowo.

## Ruch pasażerski
| Rok  | Wymiana pasażerska na dobę |
| ---- | -------------------------- |
| 2017 | 5 000-6 000                |
| 2022 | 6 000-8 000                |

## Opis
Przystanek posiada dwa wejścia nadziemne - oba będące zejściami z wiaduktu (na ul. Stryjskiej) na peron. Stacja jest punktem przesiadkowym na autobusy i trolejbusy jadące do dzielnic: Wielki Kack, Karwiny, Dąbrowa, Mały Kack, Witomino-Leśniczówka oraz Witomino-Radiostacja.
Na przystanku znajdują się kasowniki, tablice informacyjne z rozkładem jazdy SKM dla przystanku Gdynia Redłowo oraz dwa kioski - punkty sprzedaży biletów jednorazowych i okresowych.
W latach 2019–2020 przeprowadzono modernizację peronu.